# Escopeliano
Escopeliano de Clazómenas (Scopelianus en latín, Σκοπελιανός en griego clásico) fue un retórico y sofista helenístico perteneciente a la Segunda sofística que floreció bajo los emperadores romanos Domiciano y Nerva, en el último tercio del siglo I d. C.

## Biografía
Nacido en Clazomene (Jonia), se consideraba a sí mismo un seguidor y estudioso del antiguo sofista Gorgias, muy inclinado a los cuidados formales del discurso; fue discípulo de Nicetes de Esmirna y le sucedió en la escuela internacional de retórica que este había fundado en dicha ciudad. Sus autoridades lo eligieron repetidas veces para hablar en nombre de Esmirna, por ejemplo, ante el emperador Domiciano para protestar contra la prohibición de plantar vides en Asia (año 92 d. C.). Para Filóstrato, que más que su biógrafo se muestra apologeta, era un prodigioso improvisador y un excelso declamador, del que se valoraban en especial los discursos epidícticos sobre las guerras médicas, Jerjes y Darío I.
Según las Vidas de los sofistas de este autor, fue desheredado por su padre en favor de un esclavo desaprensivo y calumniador; y, aunque lo llevó a los tribunales, no le valieron de nada ni su prodigiosa elocuencia ni su dominio de la retórica forense, porque resultó más eficaz el dinero que el esclavo repartió para sobornar a los jueces. Escopeliano no desdeñaba usar el humor en sus discursos, aunque lo más característico en ellos era la abundancia de elementos emotivos y poéticos, mostrándose ampuloso y grandilocuente en el lenguaje y agitándose particularmente en la declamación, hasta el punto de que algunos le llamaron "ditirámbico" por eso. Tenía la costumbre de estudiar de noche hasta que amanecía, porque pensaba que esta era no solo cuna del amor, sino de la sabiduría. Herodes Ático y Teódoto de Melite fueron algunos de sus discípulos y le sucedió en la escuela de Esmirna su también discípulo Polemón de Laodicea.